# Uzyn
Uzyn (in ucraino Узин?) è una città ucraina (11 921 abitanti) nel distretto di Bila Cerkva, nell'oblast' di Kiev. Ospita l'amministrazione della comunità territoriale di Bila Cerkva, una delle comunità territoriali dell'Ucraina.